# Hannover Scorpions
Gli Hannover Scorpions sono una squadra professionista di hockey su ghiaccio fondata nel 1979 come ESC Wedemark. Il team venne rinominato Wedemark Scorpions nel 1996. Gioca le gare casalinghe alla Tui Arena presso l'Expo Plaza di Hannover (Bassa Sassonia).

## Successi della squadra
- 1977: vincitrice Regionalliga Nord
- 1991: vincitrice Regionalliga Nord
- 1994: vincitrice Oberliga nord
- 1996: vincitrice 1.League
- 1998: DEL quarti di finale
- 2001: DEL semifinale
- 2006: DEL semifinale
- 2007: DEL quarti di finale

## Numeri ritirati
- #10 - Joe West
- #20 - Len Soccio